# Sesenta y siete
El sesenta y siete (67) es el número natural que sigue al sesenta y seis y precede al sesenta y ocho.

## Propiedades matemáticas
- El 67 es el 19º número primo, siendo el 5º número primo de Pillai.
- Es la suma de cinco números primos consecutivos (7 + 11 + 13 + 17 + 19)
- El 67 es un Número de Heegner.
- Número primo fuerte.

## Ciencia
- El 67 es el número atómico del holmio.

- Datos: Q713157
- Multimedia: 67 (number) / Q713157